# Innocenzo Del Bufalo de’ Cancellieri
Innocenzo Del Bufalo de’ Cancellieri (* 1565 oder 1566 in Rom; † 27. oder 29. März 1610 ebenda; auch Innocenzo del Bufalo-Cancellieri oder Innocenzo del Bufalo) war ein italienischer Kardinal der Römischen Kirche.

## Leben

### Herkunft und frühe Jahre
Er entstammte einer ursprünglich aus Pistoia kommenden patrizischen Familie und war das zweite Kind des Tommaso del Bufalo und dessen Ehefrau Silvia de’ Rustici.  Ab dem Januar 1582 studierte er Philosophie, Theologie und Recht am Collegio Romano, wo er nach Verteidigung seiner Dissertationsthesen vor Kardinal Marcantonio Colonna einen Doktor des Rechts erwarb. Sein Studienkollege war der spätere Kardinal Pietro Aldobrandini. Unter dem Pontifikat von Sixtus V. wurde er Referendar an den Gerichtshöfen der Apostolischen Signatur, 1586 begegnet er als Abbreviator in der Apostolischen Kanzlei. Er wurde Vikar von Kardinal Domenico Pinelli, dem Erzpriester von Santa Maria Maggiore. Am 19. Oktober 1590 wurde er Gouverneur von Narni und am 28. Mai 1591 Gouverneur von Benevent. Zum Kanoniker der vatikanischen Basilika wurde er am 28. August 1594 ernannt. Von 1595 bis 1598 war er Inquisitor in Malta und ab dem 15. Juli 1598 Vizegouverneur von Fermo.

### Bischofsamt
Am 14. Mai 1601 wurde Innocenzo Del Bufalo de’ Cancellieri zum Bischof von Camerino ernannt. Die Bischofsweihe spendete ihm am 20. Mai desselben Jahres in der Vatikanbasilika Kardinal Mariano Pierbenedetti; Mitkonsekratoren waren Napoleon Comitoli, Bischof von Perugia, und Tommaso Vannini, Bischof von Avellino. Er wurde Hausprälat Seiner Heiligkeit und wirkte vom 14. Juni 1601 bis zum 26. September 1604 als Nuntius in Frankreich. Danach kehrte er aus gesundheitlichen Gründen nach Rom zurück.

### Kardinal
Papst Clemens VIII. kreierte ihn im Konsistorium vom 9. Juni 1604 zum Kardinalpriester und verlieh ihm am 10. Dezember desselben Jahres den roten Hut sowie San Tommaso in Parione als Titelkirche. Als Kardinal nahm Innocenzo Del Bufalo de’ Cancellieri am ersten Konklave von 1605 teil, das Leo XI. zum Papst wählte. Auch im zweiten Konklave desselben Jahres war er unter den Papstwählern, als Paul V. gewählt wurde. Er optierte am 1. Juni 1605 zur Titelkirche San Marcello. Von 1605 bis 1606 war er Präfekt der Sacra Consulta. Auf den Bischofsstuhl von Camerino verzichtete er vor dem 20. Februar 1606. Er optierte am 19. November 1607 zur Titelkirche Santi Nereo e Achilleo.
Innocenzo Del Bufalo de’ Cancellieri starb Ende März 1610 im Palazzo del Bufalo in Rom und wurde in der Kirche Santa Maria in Via beigesetzt.